# Willem II Tilburg (piłka nożna kobiet)
Willem II Tilburg – holenderski klub piłki nożnej kobiet, mający siedzibę w mieście Tilburg, na południu kraju, występujący od sezonu 2007/08 do sezonu 2010/11 w rozgrywkach Vrouwen Eredivisie.

## Historia
Chronologia nazw:
- 2007: Willem II Tilburg
- 2011: klub rozwiązano

Kobieca drużyna piłkarska Willem II Tilburg została założona w Tilburg w 2007 roku jako kobieca sekcja klubu Willem II Tilburg i była jedną z pierwszych profesjonalnych holenderskich klubów piłkarskich.
W sezonie 2007/08 drużyna startowała w pierwszych profesjonalnych rozgrywkach Vrouwen Eredivisie. W debiutowym sezonie zespół zajął drugie miejsce. W kolejnych dwóch sezonach zespół był trzecim w tabeli. W sezonie 2010/11 spadł na przedostatnią 7.lokatę. W lutym 2011 klub ogłosił, że wycofuje wsparcie dla swojej sekcji kobiecej ze względów finansowych.

## Barwy klubowe, strój, herb, hymn
|  |  |  |

Klub ma barwy czerwono-biało-niebieskie. Piłkarki domowe spotkania zazwyczaj grają w koszulkach z pionowymi czerwonymi, białymi i niebieskimi pasami, białych spodenkach oraz białych getrach.

## Sukcesy

### Trofea międzynarodowe
Do chwili obecnej klub jeszcze nigdy nie zakwalifikował się do rozgrywek europejskich.

### Trofea krajowe
| \| \| Zdobyte trofea w rozgrywkach Holandii (stan na: 31-05-2023) \| |                                                             |      |                  |
| Rozgrywki                                                            | Osiągnięcie                                                 | Razy | Sezon(y)         |
| Mistrzostwo                                                          | I miejsce                                                   | 0    |                  |
| Mistrzostwo                                                          | II miejsce                                                  | 1    | 2007/08          |
| Mistrzostwo                                                          | III miejsce                                                 | 2    | 2008/09, 2009/10 |
| Puchar                                                               | zdobywca                                                    | 0    |                  |
| Puchar                                                               | finalista                                                   | 0    |                  |
| Puchar                                                               | półfinalista                                                | 2    | 2007/08, 2009/10 |
| II liga                                                              | I miejsce                                                   | 0    |                  |
| II liga                                                              | II miejsce                                                  | 0    |                  |
| II liga                                                              | III miejsce                                                 | 0    |                  |
| Holandia                                                             | Zdobyte trofea w rozgrywkach Holandii (stan na: 31-05-2023) |      |                  |

## Poszczególne sezony

### Rozgrywki międzynarodowe

#### Europejskie puchary
Nie uczestniczył w rozgrywkach europejskich.

### Rozgrywki krajowe
| \| Holandia \| Bilans występów klubu w rozgrywkach piłkarskich Holandii (Stan na 31 maja 2023 r.) \| \| |                                                                                    |        |       |   |   |   |    |    |     |           |        |        |      |
| Poziom                                                                                                  | Rozgrywki                                                                          | Sezony | Mecze | Z | R | P | B+ | B– | Pkt | Lata      | Awanse | Spadki | Naj. |
| I | Hoofdklasse / Eredivisie                                                           | 4      |       |   |   |   |    |    |     | 2007–2011 | 0      | 0      | 2    |
| II | Topklasse                                                                          | 0      |       |   |   |   |    |    |     |           |        |        |      |
| III | Hoofdklasse                                                                        | 0      |       |   |   |   |    |    |     |           |        |        |      |
| | Puchar Holandii                                                                    | 3      |       |   |   |   |    |    |     | 2007–2011 | 0      | 0      | 1/2  |
| Holandia                                                                                                | Bilans występów klubu w rozgrywkach piłkarskich Holandii (Stan na 31 maja 2023 r.) |        |       |   |   |   |    |    |     |           |        |        |      |

## Piłkarki, trenerzy, prezydenci i właściciele klubu

### Trenerzy
- 2007–2009:  Edwin Petersen
- 2009–2010:  Frans de Kat
- 2010–2011:  Peter Coumans

## Struktura klubu

### Stadion
Drużyna rozgrywa swoje mecze domowe w Tilburgu na stadionie Koning Willem II, który może pomieścić 14.700 widzów.

## Kibice i rywalizacja z innymi klubami

### Derby
- NAC Breda